# Reserva nacional Pampa del Tamarugal
La Reserva Nacional Pampa del Tamarugal se ubica en el extremo norte de Chile, específicamente en la Región de Tarapacá, Provincia del Tamarugal.
Tiene 134 mil ha con una altitud de 970 m s. n. m. Creada en 1987 y ampliada en 2013, siendo administrada por CONAF, posee una superficie dividida en cuatro sectores: Zapiga, de 17.650 ha; La Tirana, de 5.225 ha, Pintados, de 79.289 ha. y Salar de Llamara, de 24 mil ha. En ellos se desarrolla una vegetación bastante homogénea que comprende 18.113 ha de plantaciones de tamarugo, 1950 ha de plantaciones de algarrobo, 420 ha de plantaciones mixtas y 2.500 ha de bosque nativo de tamarugo.

## El tamarugal: la flora y fauna de la reserva

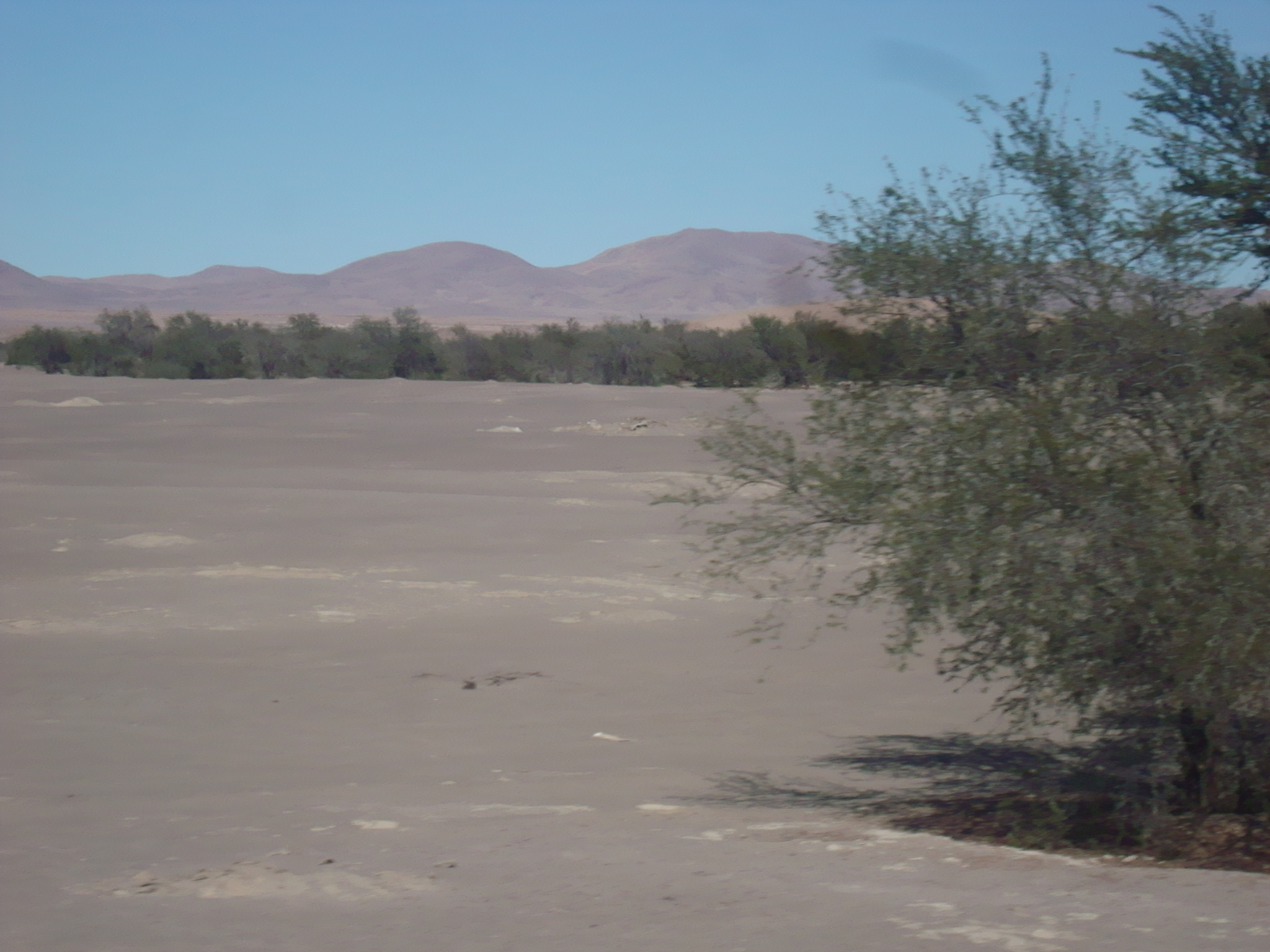
Los tamarugos creciendo en el desierto

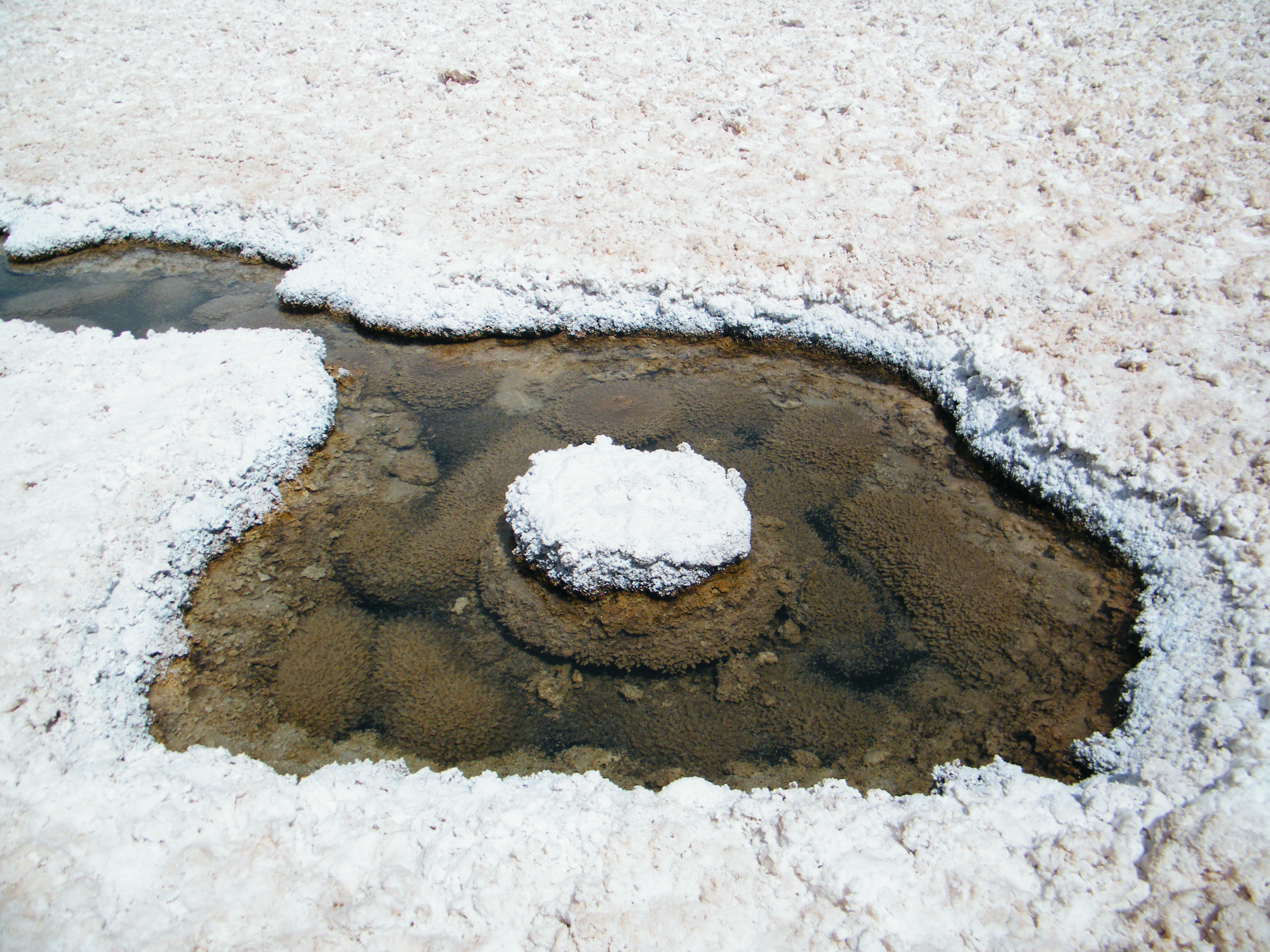
Estromatolitos del Salar de Llamara

El tamarugo (Prosopis tamarugo) es un portentoso árbol que crece en terrenos salinos, tiene tendencia polipódica (muchos troncos) y su follaje y semillas son alimento para el ganado ovino y caprino del norte chileno. En la pampa del Tamarugal existieron bosques naturales, que fueron exterminados como leña para las antiguas salitreras. Existen relictos naturales muy pequeños de estos árboles (como en el Sector Salar de Llamara), pero el grueso del tamarugal actual es una gran plantación (reforestación) de árboles nativos. Aparte del tamarugo existen otros árboles en la zona: algarrobo blanco (Prosopis alba), chulki (Prosopis burkati) y fortuna (Prosopis strombulifera). También hay fauna asociada a esta masa de árboles, como el comesebo del tamarugal (Conirostrum tamarugense), pequén (Athene cunicularia), aguilucho (Geranoaentus polyosoma), lechuza (Tyto alba tiudara), jote cabeza colorada (Cathartes aura), zorro culpeo (Lycalopex culpaeus) y zorro chilla (Lycalopex griseus). Además existen cianobacterias y estromatolitos en lagunas saladas del Salar de Llamara. 
El territorio de la reserva también resguarda restos arqueológicos, que se encuentran de por sí protegidos por la ley chilena como monumentos históricos, como los Geoglifos de Pintados.

## Visitantes
Este parque recibe una gran cantidad de visitantes chilenos y extranjeros cada año.
| Año         | 2012  | 2013  | 2014  | 2015   | 2016   | 2017   | 2018   | 2019   | 2020  | 2021  | 2022  | 2023  | 2024  |
| ----------- | ----- | ----- | ----- | ------ | ------ | ------ | ------ | ------ | ----- | ----- | ----- | ----- | ----- |
| chilenos    | 1.535 | 2.542 | 3.721 | 8.900  | 9.456  | 9.265  | 17.170 | 9.713  | 1.986 | 3.188 | 4.031 | 5.704 | 5.622 |
| extranjeros | 549   | 428   | 838   | 1.308  | 1.226  | 1.806  | 1.877  | 2.044  | 626   | 27    | 250   | 1.326 | 1.243 |
| Total       | 2.084 | 2.970 | 4.559 | 10.208 | 10.682 | 11.701 | 19.047 | 11.757 | 2.612 | 3.215 | 4.281 | 7.030 | 6.865 |